# Жанатоган (Осакаровский район)
Жанатоган (каз. Жаңатоған, до 2023 г. — Чапаево) — село в Осакаровском районе Карагандинской области Казахстана. Входит в состав Садового сельского округа. Код КАТО — 355685100.

## История
Основано в 1936 г.

## Население
В 1999 году население села составляло 226 человек (116 мужчин и 110 женщин). По данным переписи 2009 года, в селе проживало 66 человек (37 мужчин и 29 женщин).